# FIFA-Konföderationen-Pokal 2005/Finalrunde
Dieser Artikel behandelt die Finalrunde beim FIFA-Konföderationen-Pokal 2005.

## Halbfinale

### Deutschland – Brasilien 2:3 (2:2)
| Deutschland                                              | Deutschland | Brasilien | Brasilien |
| -------------------------------------------------------- | --- | --- | --------- |
| Deutschland                                              | \| 25. Juni 2005 um 18:00 Uhr in Nürnberg (Franken-Stadion) \| \| Zuschauer: 42.187 \| \| Schiedsrichter: Carlos Chandía ( Chile) \| | \| 25. Juni 2005 um 18:00 Uhr in Nürnberg (Franken-Stadion) \| \| Zuschauer: 42.187 \| \| Schiedsrichter: Carlos Chandía ( Chile) \|                                                          | Brasilien |
| Deutschland                                              | Jens Lehmann – Arne Friedrich, Robert Huth, Per Mertesacker, Bernd Schneider – Sebastian Deisler (83. Mike Hanke), Fabian Ernst (87. Tim Borowski), Michael Ballack , Torsten Frings − Lukas Podolski, Kevin Kurányi (63. Gerald Asamoah) Cheftrainer: Jürgen Klinsmann | Dida – Maicon (46. Cicinho), Roque Júnior, Lúcio, Gilberto – Kaká (78. Renato), Emerson , Zé Roberto, Ronaldinho – Adriano, Robinho (87. Júlio Baptista) Cheftrainer: Carlos Alberto Parreira | Brasilien |
| Deutschland                                              | 1:1 Podolski (23.) 2:2 Ballack (45.+3', Foulelfmeter) | 0:1 Adriano (21.) 1:2 Ronaldinho (43., Foulelfmeter) 2:3 Adriano (76.) | Brasilien |
| Deutschland                                              | Deisler (2., gesperrt), Ernst | Roque Júnior (2., gesperrt), Cicinho (2., gesperrt), Emerson, Adriano | Brasilien |
| 25. Juni 2005 um 18:00 Uhr in Nürnberg (Franken-Stadion) | | |           |
| Zuschauer: 42.187                                        | | |           |
| Schiedsrichter: Carlos Chandía ( Chile)                  | | |           |

Spielbericht
Bei sommerlichen Temperaturen gewann der amtierende Weltmeister Brasilien gegen den Vize-Weltmeister Deutschland mit 3:2 Toren im Franken-Stadion in Nürnberg, in dem fünf WM-Spiele im nächsten Jahr stattfinden, vor 42.187 Zuschauern. Der Gastgeber kämpfte leidenschaftlich von Anfang an und konnte zweimal die Führung der Südamerikaner ausgleichen. Damit verlor Deutschland das zweite Mal unter Nationaltrainer Jürgen Klinsmann in der elfmonatigen Amtszeit.
Im Vergleich zum letzten Vorrundenspiel gegen Argentinien (2:2) waren Michael Ballack, Lukas Podolski und Arne Friedrich wieder dabei. Auch bei Brasilien gab es einige Änderungen, so spielte Dida wieder im Tor, Maicon verteidigte, Roque Júnior spielte für Juan in der Abwehr. Der Berliner Gilberto spielte ebenso wie Emerson.
Die Nationalmannschaft von Brasilien musste in einem spannenden und interessanten Spiel dreimal durch Adriano (0:1 und 2:3) und Ronaldinho in Führung gehen, um das Spiel gegen den Gastgeber zu gewinnen. Der kämpfte aufopferungsvoll gegen den amtierenden Weltmeister. Beim zwischenzeitlichen 1:1 durch den Jungstar Podolski vom 1. FC Köln und beim 2:2-Ausgleich durch den Foulelfmeter von Ballack keimte jeweils Hoffnung bei den Deutschen auf, nach fünf Jahren (damals 1:0 gegen England) endlich wieder gegen einen „Großen“ im Weltfußball zu gewinnen. Die Klasse von Adriano, der später zum besten Spieler des Turniers avancierte, machte gegen die jungen Abwehrspieler von Bundestrainer Jürgen Klinsmann den Unterschied aus. Brasilien war zwar technisch überlegen, aber die Deutschen kämpften und kamen zu vielen Tormöglichkeiten. Am Ende musste sich der Gastgeber des Turniers mit dem „kleinen Finale“ abfinden.

### Mexiko – Argentinien 1:1 n.V. (0:0, 0:0), 5:6 i.E.
| Mexiko                                                   | Mexiko | Argentinien | Argentinien |
| -------------------------------------------------------- | --- | --- | ----------- |
| Mexiko                                                   | \| 26. Juni 2005 um 18:00 Uhr in Hannover (FIFA-WM-Stadion) \| \| Zuschauer: 40.718 \| \| Schiedsrichter: Roberto Rosetti ( Italien) \| | \| 26. Juni 2005 um 18:00 Uhr in Hannover (FIFA-WM-Stadion) \| \| Zuschauer: 40.718 \| \| Schiedsrichter: Roberto Rosetti ( Italien) \| | Argentinien |
| Mexiko                                                   | Oswaldo Sánchez – Ricardo Osorio, Rafael Márquez, Carlos Salcido − Gonzalo Pineda − Mario Méndez, Pável Pardo , Jaime Lozano (56. Luis Ernesto Pérez), Ramón Morales (72. Alberto Medina) − Zinha (94. Gerardo Torrado) − Jared Borgetti Cheftrainer: Ricardo La Volpe | Germán Lux – Javier Zanetti, Gabriel Milito (66. Maxi Rodríguez), Fabricio Coloccini, Gabriel Heinze – Mario Alberto Santana (76. Pablo Aimar), Esteban Cambiasso, Juan Román Riquelme, Juan Pablo Sorín – Luciano Figueroa (116. Luciano Galletti), Javier Saviola Cheftrainer: José Pekerman | Argentinien |
| Mexiko                                                   | 1:0 Salcido (104.) | 1:1 Figueroa (110.) | Argentinien |
| Mexiko                                                   | Elfmeterschießen | | Argentinien |
| Mexiko                                                   | 1:0 Pérez 2:1 Pardo 3:2 Borgetti 4:3 Salcido 5:4 Pineda Lux hält gegen Osorio | 1:1 Riquelme 2:2 Maxi Rodríguez 3:3 Aimar 4:4 Galletti 5:5 Sorín 5:6 Cambiasso | Argentinien |
| Mexiko                                                   | Pineda (2., gesperrt), Medina, Salcido | Milito, Coloccini | Argentinien |
| Mexiko                                                   | Rafael Márquez (93., wiederholtes Foulspiel) | | Argentinien |
| Mexiko                                                   | Saviola (90, grobes Foulspiel) | | Argentinien |
| 26. Juni 2005 um 18:00 Uhr in Hannover (FIFA-WM-Stadion) | | |             |
| Zuschauer: 40.718                                        | | |             |
| Schiedsrichter: Roberto Rosetti ( Italien)               | | |             |

Spielbericht
Die 40.718 Besucher des FIFA-WM-Stadions Hannover sahen eine spannende Partie zwischen den Südamerikanern aus Argentinien und den Mittelamerikanern aus Mexiko, das erst im Elfmeterschießen entschieden werden konnte. Das Spiel zwischen den beiden Mannschaften wurde verbissen geführt, so dass es viele Fouls gab. Der Favorit Argentinien hatte in der ersten Halbzeit einige Schwierigkeiten mit den kompakt stehenden Mexikanern, konnte seine leichte Feldüberlegenheit jedoch nicht in Strafraumszenen oder gar Tore ummünzen.
Der zweimalige Weltmeister wurde in der zweiten Halbzeit stärker und attackierte die Zentralamerikaner bereits im Mittelfeld. Das Spiel wurde mit der Zeit immer besser und ging hin und her. Jedoch machten beide Abwehrreihen kaum Fehler, so dass die Offensivabteilungen schlecht aussahen.
Kurz vor Ende der 90 Minuten gab es für Javier Saviola, der gegen Pineda nachtrat, die Rote Karte. Ab der Verlängerung mussten beide Mannschaften mit zehn Spielern auskommen, da auch ein Mexikaner (Rafael Márquez), diesmal mit Gelb-Rot, vom Platz gestellt wurde.
In der Verlängerung fielen dann die von den Zuschauern ersehnten Tore. Mexiko ging durch Salcido in der 104. Minute in Führung. Anschließend drehte Argentinien wieder auf und erzwang in der 110. Minute das Tor durch Luciano Figueroa, der kurz vorher noch am Pfosten gescheitert war. Anschließend passierte nicht mehr viel, und so musste die Entscheidung im Elfmeterschießen fallen. Nachdem jeweils alle fünf Spieler getroffen hatten, hielt der argentinische Torhüter Germán Lux den Ball. Neben Brasilien am Vortag hatte sich nun also auch der zweite große Favorit auf den Turniersieg für das Finale qualifiziert.

## Spiel um Platz 3

### Deutschland – Mexiko 4:3 n.V. (3:3, 2:1)
| Deutschland                                            | Deutschland | Mexiko | Mexiko |
| ------------------------------------------------------ | --- | --- | ------ |
| Deutschland                                            | \| 29. Juni 2005 um 17:45 Uhr in Leipzig (Zentralstadion) \| \| Zuschauer: 43.335 (ausverkauft) \| \| Schiedsrichter: Matthew Breeze ( Australien) \| | \| 29. Juni 2005 um 17:45 Uhr in Leipzig (Zentralstadion) \| \| Zuschauer: 43.335 (ausverkauft) \| \| Schiedsrichter: Matthew Breeze ( Australien) \| | Mexiko |
| Deutschland                                            | Oliver Kahn – Andreas Hinkel, Robert Huth, Per Mertesacker, Bernd Schneider – Sebastian Deisler (67. Gerald Asamoah), Torsten Frings, Michael Ballack , Bastian Schweinsteiger (83. Fabian Ernst) – Lukas Podolski (74. Kevin Kurányi), Mike Hanke Cheftrainer: Jürgen Klinsmann | Oswaldo Sánchez – Ricardo Osorio, Gonzalo Pineda, Carlos Salcido – Mario Méndez (58. Alberto Medina), Pável Pardo , Luis Ernesto Pérez, Ramón Morales (81. Rafael Márquez) − Zinha – Francisco Fonseca (46. Juan Pablo Rodríguez), Jared Borgetti Cheftrainer: Ricardo La Volpe | Mexiko |
| Deutschland                                            | 1:0 Podolski (37.) 2:1 Schweinsteiger (41.) 3:2 Huth (79.) 4:3 Ballack (97.) | 1:1 Fonseca (40.) 2:2 Borgetti (58.) 3:3 Borgetti (85.) | Mexiko |
| Deutschland                                            | Frings, Asamoah | Pérez, Medina (2.), Osorio | Mexiko |
| Deutschland                                            | Hanke (54., grobes Foulspiel) | | Mexiko |
| 29. Juni 2005 um 17:45 Uhr in Leipzig (Zentralstadion) | | |        |
| Zuschauer: 43.335 (ausverkauft)                        | | |        |
| Schiedsrichter: Matthew Breeze ( Australien)           | | |        |

Spielbericht
Das „kleine Finale“ im mit 43.335 Zuschauern ausverkauften Zentralstadion Leipzig entwickelte sich zu einem großartigen Fußballspiel, das von Toren und der Spannung lebte. Der Gastgeber Deutschland musste viermal in Führung gehen, um die Mittelamerikaner zu bezwingen. Obwohl Mexiko zuvor gegen den Rekordweltmeister Brasilien 1:0 gewonnen hatte und nur knapp im Elfmeterschießen gegen Turnierfavorit Argentinien ausgeschieden war, gewann Deutschland, das nach der roten Karte von Mike Hanke 70 Minuten in Unterzahl spielen musste.
In der deutschen Fußballnationalmannschaft wurde auf vier Positionen umgestellt: Oliver Kahn, Bastian Schweinsteiger, Andreas Hinkel und Mike Hanke kamen im Vergleich zum Halbfinale gegen Brasilien in die Mannschaft. Lehmann, Friedrich, Ernst und Kurányi mussten erst einmal auf der Bank Platz nehmen.
Im Vergleich zum Argentinien-Spiel stellte der mexikanische Nationaltrainer Ricardo Antonio La Volpe auf zwei Positionen um: Fonseca und Perez ersetzten Lozano und Marquez, der wegen einer roten Karte gesperrt war.
Der Nord- und Mittelamerikameister kam besser als der WM-Gastgeber ins Spiel. Schon in den ersten Minuten hatten die Mexikaner viele gute Chancen, da die jungen deutschen Abwehrspieler noch keine sinnvolle Zuordnung gefunden hatten. Nach knapp 20 Minuten steigerte sich die Mannschaft von Bundestrainer Jürgen Klinsmann. Lukas Podolski, Mike Hanke und Robert Huth hatten jeweils eine Chance bis zur 30. Minute. Der dreimalige Weltmeister neutralisierte das Spiel der Mexikaner.
Mit zunehmender Zeit kam Deutschland zu immer mehr Spielanteilen und so war das Tor von Podolski, sein drittes im Wettbewerb, in der 37. Minute nach Vorarbeit von Schweinsteiger nur eine Frage der Zeit. Der 20-jährige Spieler vom 1. FC Köln zog den Ball mit links aus gut 20 Metern in den rechten Torwinkel. Die Führung der Deutschen währte nur drei Minuten. Nach einem katastrophalen Fehler von Torsten Frings, der den Ball in der eigenen Hälfte gegen Zinha Naelson vertendelte, schoss Fonseca den Ausgleich. Unbeeindruckt vom schnellen Ausgleich erzielten die Deutschen wiederum nur 60 Sekunden später nach wunderschöner Kombination zwischen Podolski, Hinkel und Schweinsteiger die 2:1-Führung.
In der zweiten Halbzeit war das Spiel zu Beginn ausgeglichen, bis Mike Hanke in der 54. Minute wegen groben Foulspiels vom Platz gestellt wurde. Der damalige Schalker wurde daraufhin für die ersten beiden Spiele der WM 2006 gesperrt. Die Mexikaner übernahmen das Spiel und Jared Borgetti köpfte eine Flanke von Perez an Oliver Kahn vorbei ins Tor. Ausgerechnet Robert Huth, der nach Abwehrfehlern im Eröffnungsspiel stark kritisiert worden war, erzielte die erneute Führung der Deutschen. Einen Eckball von Bastian Schweinsteiger schoss er in der 79. Minute aus etwa neun Metern ins Tor. Über weite Strecken merkte man nun, dass Deutschland einen Spieler weniger auf dem Feld hatte und der Sechste der FIFA-Weltrangliste, Mexiko, erspielte sich Vorteile. Die Folge war in der 85. Minute das 3:3 durch Borgetti, der sein zweites Tor im Spiel und sein drittes Turniertor insgesamt schoss – es gab nun Verlängerung.
Michael Ballack zirkelte sechs Minuten nach Anpfiff der Verlängerung einen direkten Freistoß über die Mauer zum 4:3. Den inzwischen kraftlosen Mexikanern gelang bis kurz vor Ende des Spiels nur noch wenig, als Luiz Perez aus kurzer Distanz nur knapp am linken Pfosten vorbeischoss. Die Führung der Deutschen hielt bis zum Abpfiff.
Auch wenn die Ausgleichstore der Mexikaner erneut die Defensivschwächen der Deutschen offenbarten, zeigte die Mannschaft von Trainer Jürgen Klinsmann über weite Strecken begeisternden Offensivfußball. Die Deutschen konnten mit einer erneut guten Leistung erhobenen Hauptes als Dritter hinter den Turnierfavoriten Brasilien und Argentinien das Turnier beenden.

## Finale

### Brasilien – Argentinien 4:1 (2:0)
| Brasilien                                                               | Brasilien | Argentinien | Argentinien |
| ----------------------------------------------------------------------- | --- | --- | ----------- |
| Brasilien                                                               | \| Mittwoch, 29. Juni 2005 um 20:45 Uhr in Frankfurt am Main (Waldstadion) \| \| Zuschauer: 45.591 \| \| Schiedsrichter: Ľuboš Micheľ ( Slowakei) \|                                   | \| Mittwoch, 29. Juni 2005 um 20:45 Uhr in Frankfurt am Main (Waldstadion) \| \| Zuschauer: 45.591 \| \| Schiedsrichter: Ľuboš Micheľ ( Slowakei) \| | Argentinien |
| Brasilien                                                               | Dida – Cicinho (86. Maicon), Roque Júnior, Lúcio, Gilberto – Kaká (86. Renato), Emerson , Zé Roberto, Ronaldinho – Adriano, Robinho (90. Juninho) Cheftrainer: Carlos Alberto Parreira | Germán Lux – Javier Zanetti, Fabricio Coloccini, Gabriel Heinze, Diego Placente – Esteban Cambiasso (56. Pablo Aimar), Lucas Bernardi − César Delgado (81. Luciano Galletti), Juan Román Riquelme, Juan Pablo Sorín − Luciano Figueroa (72. Carlos Tévez) Cheftrainer: José Pekerman | Argentinien |
| Brasilien                                                               | 1:0 Adriano (11.) 2:0 Kaka (16.) 3:0 Ronaldinho (47.) 4:0 Adriano (63.) | 4:1 Aimar (65.) | Argentinien |
| Brasilien                                                               | Ronaldinho (28.) | Coloccini (28.), Sorín (35.), Cambiasso (42.), Aimar (73.) | Argentinien |
| Mittwoch, 29. Juni 2005 um 20:45 Uhr in Frankfurt am Main (Waldstadion) | | |             |
| Zuschauer: 45.591                                                       | | |             |
| Schiedsrichter: Ľuboš Micheľ ( Slowakei)                                | | |             |

Spielbericht
Im Finale des Konföderationen-Pokal 2005 zwischen Brasilien und Argentinien ging es um viel: Nicht nur um den Sieg bei der Mini-WM, sondern vor allem um Prestige in diesem südamerikanischen Duell der Erzrivalen, sowie für den Rekordweltmeister Brasilien darum, Revanche für das 1:3 in der WM-Qualifikation gegen das Nachbarland drei Wochen zuvor zu nehmen.
Brasilien hatte den besseren Start und schon versenkte der brasilianische Torjäger Adriano, der in diesem Spiel das Prädikat „Weltklasse“ verdiente, einen Pass von Cicinho im Tor. Und die Brasilianer legten nur wenige Minuten durch Kaká mit einem sehenswerten Tor zum 2:0 nach (15. Minute). Auch wenn Argentinien vor der Halbzeitpause noch zu einigen Schussgelegenheiten kam, verwaltete Brasilien insgesamt erfolgreich den Vorsprung.
Nur wenige Minuten nach der Pause schoss der FIFA-Weltfußballer des Jahres Ronaldinho nach Vorarbeit von Cicinho volley ins Tor (47. Minute).
Es gab jetzt viele Chancen auf beiden Seiten. Robinho traf die Latte, Luciano Figueroa köpfte beinah ein Eigentor. Die argentinische Mannschaft von José Pekerman kam nun besser ins Spiel, doch der Torjäger des Turniers Adriano traf auf der anderen Seite, nach einer Cicinho-Flanke mit dem Kopf zum 4:0.
Weitere Chancen von Adriano, Lúcio und Renato nach wunderschöner Vorarbeit von Ronaldinho blieben ungenutzt. Der 4:1-Endstand in einem interessanten Fußballspiel durch Pablo César Aimar war nur noch Ergebniskosmetik. Der Sieger des Konföderationen-Pokals war völlig verdient die brasilianische Fußballnationalmannschaft von Trainer Carlos Parreira.
Für großes Aufsehen sorgte ein Leck im Dach des Frankfurter Stadions, durch das der starke Regen in einem dicken Strahl nahe der Eckfahne auf das Spielfeld floss. Zeitweise war der Strahl sogar so stark, dass die Spieler um ihn herumspielen mussten.